# 혼례복
혼례복(婚禮服)는 결혼식하는 신랑과 신부가 착용하는 예복이다.

## 동양

### 한국
한국은 전통의상인 한복을 입는다